# Josef Wenzel Hnatek
Josef Wenzel Hnatek (* 7. April 1944 in Wien; † 20. Oktober 2012 ebenda) war ein österreichischer Radiosprecher.

## Leben
Hnatek studierte Nachrichtentechnik an der Technischen Universität Wien und war von 1971 bis 2006 für den ORF-Radiosender Ö1 vorwiegend im Wissenschafts- und Nachrichtenbereich tätig. Aus einigen seiner Wissenschaftssendungen sind drei Taschenbücher entstanden.

## Werke (Auswahl)
- Mann im All. Streiflichter eines Raumfluges in Sendungsdokumenten. Herder, Wien 1996.